# محمد صلاح الدين كبارة
محمد صلاح الدين كبارة  (1921، طرابلس الشام -  23 رمضان 1420 / اخر يوم من 1999) قارئ قرآن لبناني.

## مولده
ولد الشيخ محمد صلاح الدين كبارة في طرابلس الشام عام 1921م في احضان أسرة عريقة في التدين والتقوى والصلاح وكان والده الشيخ محمد علي يوسف كبارة من كبار المنشدين أصحاب الصوت الجميل لذلك غلب على أكثر أولاده الصوت الجميل وأذكر أنه كان صديقاً حميماً لعمنا الشيخ عمر الرافعي الشاعر المعروف ببلاغته والذي كان ينظم الأشعار والقصائد ثم يلحنها وينشدها الشيخ علي كبارة مع أولاده وتلاميذته وهكذا ترعرع صاحب الترجمة في هذا الجو الروحاني مع والده وإخوته وسط مدرسة كانت مرجعاً للأناشيد الدينية لذلك كان يردد دائماً لقد رضعت الألحان مع الحليب في صغري.

## علومه
لقد تلقى علومه الأولية في بلده طرابلس حيث حصل على الشهادة الابتدائية عام 1934م من دار التربية والتعليم الإسلامية ثم تابع دراسته في القسم الشرعي في نفس الدار وحصل على الشهادة الشرعية عام 1938 ثم عكف بعدها على حفظ القرآن الكريم على يد فضيلة أحد أعلام قراء مدينة طرابلس فضيلة الشيخ محمد نصوح البارودي وذلك بتوجيه وتشجيع من سماحة مفتي طرابلس الشيخ محمد نديم الجسر تغمده الله برحمته حتى أتم حفظ القرآن في عام 1941م ثم سافر بعدها إلى مصر قاصداً الأزهر حيث تلقى فيه القراءات المتواترة وقد اتم القراءات السبع عن طريق الشاطبية على يد الشيخ والعالم الجليل عامر السيد عثمان وكان ذلك في عام 1945م ثم عاد إلى مصر عام 1960 ليتم القراءات العشر عن طريق الشاطيبة والدرة وكذلك على يد الشيخ الراحل عامر السيد عثمان واجيز بذلك.

## وظائفه
عين من قبل مديرية الأوقاف الإسلامية في لبنان مدرساً للقرآن الكريم والقراءات في عام 1949م وقام بتدريس هذه المادة في القسم الشرعي بدار التربية والتعليم الإسلامية منذ عام 1951 وحتى العام 1988. في عام 1951 صدر مرسوم بتعينه مدرساً بدار الأفتاء بطرابلس وقارئاً في المسجد العمري الكبير في بيروت وفي الأذاعة اللبنانية.
في عام 1974 صدر قرار سماحة مفتي الجمهورية اللبنانية الشيخ حسن خالد بتعينه شيخ قراء طرابلس تقديراً لعلومه المتميزة في القراءات العشر ونبوغه فيها بالإضافة إلى ما يتمتع به من صوت رخيم وعناية فائقة في فن التجويد. في عام 1982م بدأ بتدريس مادة القرآن الكريم وتجويده في معهد طرابلس الجامعي للدراسات الإسلامية حتى عام 1995 كما شارك في الهيئة التأسيسية للمعهد.
عام 1992 اختاره سماحة مفتي الجمهورية اللبنانية الشيخ الدكتور محمد رشيد قباني نائباً لرئيس مجلس إدارة الأوقاف الإسلامية في طرابلس. بالإضافة إلى أنه رئيس لجنة التحكيم في كل المسابقات التي تجريها الهيئات والمؤسسات الإسلامية في لبنان.

## نشاطاته الخارجية
عين في مطلع شبابه من قبل وزارة الأوقاف المصرية قارئاً في المسجد الفتح بسراي العابدين عاماً كاملاً وكان في ذلك تنافساً مع أهم قراء مصر. في عام 1947 تعاقد مع الإذاعة الفلسطينية بالقدس الشريف لتلاوة القرآن الكريم في الإذاعة وفي حرم المسجد الأقصى المبارك وذلك حتى عام 1948 حيث عاد إلى موطنه طرابلس.
في عام 1964 تعاقد مع الإذاعة الأردنية لتلاوة القرآن الكريم في المسجد الأقصى طيلة شهر رمضان المبارك وفي عامي 1967- 1968م مثل لبنان في المؤتمر الثاني والثالث لإتحاد قراء العالم الإسلامي (القراء) في باكستان. في عام 1972م وعام 1979 دعته وزارة الأوقاف الكويتية لتلاوة القرآن الكريم في المساجد طيلة شهر رمضان المبارك. وفي عام 1974- 1975 تعاقد مع الإذاعة السعودية في الرياض كمراقب للقراءات في البرنامج العام.
في عام 1982 اشترك في عضوية لجنة التحكيم الدولية في مسابقة القرآن الكريم في طرابلس الغرب- ليبيا- وقد من الله عليه بتسجيل المصحف المرتل في اذاعة القرآن الكريم فيها وما بين عام 1984 و1993 عين أربع مرات عضواً في لجنة التحكيم الدولية لحفظ كتاب الله وتجويده وتفسيره بمكة المكرمة والتي تشرف عليها وزارة الشؤون الإسلامية والدعوة والإرشاد في المملكة العربية السعودية وقد اختير في العام 1999 أحد أعضاء اللجنة المذكورة إلا أن المرض حال بينه وبين ذلك.
في عام 1993- 1997 دعته وزارة الأوقاف والشوؤن الإسلامية في المملكة المغربية لحضور الدروس الحسنية وتلاوة القرآن فيها. في عام 1995 دعي إلى إيران ليكون أحد أعضاء لجنة التحكيم في مسابقة القرآن الكريم.

## أولاده
أنجب الشيخ ستة ذكور هم: موفق- عامر- مصطفى- بلال- هلال- خلدون.وثلاث اناث وهم بارعة وندى وجنان

### أوصافه
كان معتدل القامة حنطي اللون يزدان رأسه بعمامة متواضعة. دمث الأخلاق ذو طلعة مهيبة قريب من القلب سلس في الكلام طيب المعشر صاحب نكتة ظريفة لطيف الدعابة محباً للخير ساعياً للناس بشتى أنواع الخير.

## وفاته
لقد بشر النبي صلى الله عليه وسلم بأن الله يرفع شأن من يقرأ القرآن ويحفظه ويعلمه للناس ويعمل به ويكون له في حياته نوراً وهداية وباعثاً على الصلاح والخير والتقوى والاستقامة فقال: «من قرأ القرآن واستظهره (أي حفظه) فأحل حلاله وحرم حرامه ادخله الله به الجنة وشفعه في عشرة من أهله يوم القيامة كلهم وجبت لهم النار«.وهكذا كان الشيخ صلاح الدين كبارة قارئاً وعاملاً بالقرآن الكريم إلى أن اكرمه الله وتوفاه في رمضان وفي العشر الأخير منه وهو كما وصفه النبي صلى الله عليه وسلم العتق من النار.
وتوفي الشيخ صلاح في 23 رمضان 1420 الموافق له اخر يوم من سنة 1999 وفي يوم الجمعة بالذات.